# Троице-Феодоровский монастырь
Троице-Феодоровский монастырь — монастырь в Казани, который располагался на высоком Федоровском бугре на левом берегу Казанки недалеко от Казанского кремля. Большую часть своей истории монастырь существовал как приписной к другим казанским монастырям (В разное время обитель приписывалась к Казанскому архиерейскому дому, к Иоанно-Предтеченскому монастырю, а с 1855 года к Спасо-Преображенскому монастырю).

## XVI—XVII век
Монастырь был основан между 1595 и 1607 гг. трудами Казанского митрополита Гермогена, впоследствии Патриарха Всея Руси, и казанского воеводы князя Ивана Ивановича Голицына.
Точных данных об основании монастыря не сохранилось, по надписи на окладе монастырской иконы св. великомученика Феодора Стратилата можно заключить, что в 1607 году Феодоровский монастырь уже существовал.
В конце XVII века был возведен в камне храм во имя св. Троицы с колокольней и приделом во имя св. Феодора Стратилата, освященный в 1700 году, от которого монастырь и получил своё название (возможно первоначально был и деревянный храм во имя св. Феодора Стратилата). Главной святыней монастыря была почитаемая икона Феодоровской Божией Матери, список с чудотворного образа, находящегося в Костроме и икона св. Феодора Стратилата, пожертвованная в монастырь в 1607 г. князем Голицыным.
По традиции каждое лето 20 июля в Феодоровский монастырь совершался крестный ход из кафедрального Благовещенского собора с иконами Казанской Божией Матери и Смоленской Богородицы из Седмиозерной пустыни.

## XVIII век
В 1728 году в Феодоровском монастыре для славяно-латинской школы было построено специальное здание (по другим данным эта школа находилась в Архиеереском доме в Казанском кремле).

## XIX век
К концу XIX века Троицкий храм был окружен небольшими, по большей части деревянными строениями: к церкви примыкал небольшой каменный одноэтажный корпус с кельями. Вокруг храма также располагались три деревянных одноэтажных флигеля с кельями и больницей, деревянное здание просфорни и деревянный двухэтажный дом для помещения настоятельницы и сестер (В 1900 году монастырь был преобразован в женский). В ограде монастыря находилось здание Епархиального свечного завода. Все свободное пространство в ограде занимал монастырский сад.
12 декабря 1887 у стен Троице-Феодоровского монастыря на Фёдоровском бугре пытался свести счеты с жизнью, выстрелив себе в грудь из револьвера, 19-летний Алексей Пешков. Монастырский сторож Мустафа Юнусов оказал Пешкову помощь, благодаря чему будущий советский писатель Максим Горький выжил.

## XX век
23 сентября 1900 года указом Св. Синода (№ 6491) монастырь из мужского заштатного был преобразован в женский общежительный, с назначением настоятельницей его монахини Иоанны и 12 ноября 1900 года монастырь был освящен Высокопреосвященным Арсением, Архиепископом Казанским и Свияжским и далее именовался как «Казанский Свято-Троице-Феодоровский женский монастырь».
Следующая настоятельница — игумения Анфия (Анна Михайловна Бакакина) управляла монастырем до 1910 года. В возрасте 20 лет она поступила в Казанский Богородицкий монастырь, где несла послушания на свечном заводе, а через 3 года была переведена в иконописную мастерскую, которой впоследствии стала руководить. Через 21 год, в 1895 году, она была пострижена в монашество. В 1905 году переведена в Троице-Феодоровский монастырь, где несла послушание в должности казначея и впоследствии настоятельницы Феодоровского монастыря.
До революции монастырю принадлежали: 1) Сенные покосы в Казанском уезде близ дер. Займищ общей площадью 36 дес. 2294 саж. 2) Два лесных участка в том же уезде, — в 50 и 30 дес., в одном из которых, около Займищ, находились дачные помещения, скотный двор со службами и пчельник.

## Монастырь в советское время
После переворота 1917 года монастырям ещё некоторое время удавалось существовать в виде трудовых общин. Троице-Феодоровский монастырь с 6 марта 1925 года также стал именоваться женской трудовой общиной, на попечении которой был оставлен монастырский комплекс. Несмотря на гонения, к 1927 году численность общины выросла до 67 человек, продолжало увеличиваться число прихожан, составив в 1929 году по данным ТЦИК 463 человека; в монастыре продолжали проводить богослужения священник Аркадий Владимирович Преображенский и псаломщик в сане диакона Михаил Федорович Петкевич.
В 1929 году ЖАКТ № 29 обратился к Горсовету с требованием «церковь Федоровского монастыря передать под клуб, детсад ЖАКТу № 21». Городские власти поддержали «требование трудящихся», за дело взялся лично заведующий иностранно-общим отделением НКВД тов. Таипов. Формальный повод для расторжения договора с монастырской общиной был вскоре найден: монахини зарабатывали на хлеб пошивом одеял. Таипов вместе с инспектором Уголовного Розыска Закировым 5-го марта в 11 часов вечера явился в монастырь, и убедившись, что монахини заняты работой зафиксировал «нарушение». По этому документу от наркома внутренних дел Мратхузина, начальника Управления Адмнадзора ТНКВД Апанасова и заведующего общим отделением Таипова в ТЦИК было направлено ходатайство о расторжении договора и передаче зданий под детсад ЖАКТ 21. Несмотря на протесты общины, указывавшей, что крохотный храм не подойдет для детсада, ТЦИК удовлетворил решение, позволив лишь передать некоторые иконы (чудотворную Феодоровскую икону Божией Матери и копию с неё и чтимый образ вмч. Феодора Стратилата, иконы Св. Троицы, св. пророка Божия Илии, Божией Матери Троеручицы, Казанской, Нерукотворного Спаса), и утварь в Грузинскую церковь. Остальное имущество монастыря, включая 8 колоколов, инспектор Отдела Неналоговых Доходов ТНКФ Ключников передал в Госфонд.
Убедившись на практике, что небольшой храм (5 на 5 саженей) не подходит под детсад, церковь постановили разобрать, однако после протеста Музейного отдела, разрушение памятника XVII века приостановили. В 1932 уцелевшие строения монастыря пытались приспособить под общежитие студентов Медфармполитехникума, однако из-за ветхости остатки монастырского комплекса городские власти приняли решили все строения снести окончательно.

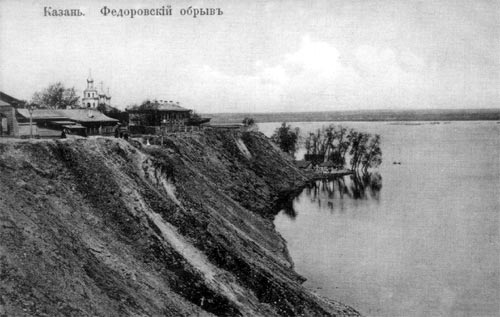
Вид на Фёдоровский бугор и монастырь во время разлива Казанки

Последней игуменьей монастыря (с февраля 1923 года) была игуменья Ангелина (Алексеева Анна Степановна, р.1884 — +21.12.1937).
В должности настоятельницы монахиня Ангелина была утверждена в 1910 году епископом Иоасафом Удаловым. 2 июля 1923 г. настоятельница оказала сопротивление захвату монастыря обновленцами, и заявила о непризнании обновленческого ВЦУ и обновленческого Казанского епархиального управления. После закрытия монастыря в 1928 г. монахиня Ангелина проживала в Казани, 27 июня 1931 г. арестована по делу о филиале Истинно православной Церкви в Татарской АССР за «активное участие в организации снабжения продуктами питания и деньгами ссыльного и заключенного за контрреволюционную деятельность духовенства», в выполнении «поручений контрреволюционной организации по связи с епископом Иоасафом Удаловым» и в «распространение контрреволюционных антиколхозных листовок» и осуждена на 3 года ссылки, которую отбывала в Архангельске и Коми АО, По возвращении в Казань помогала епископу Чистопольскому Иоасафу (Удалову), по его поручению посещала в ссылке митрополита Кирилла (Смирнова), передавала письма.
Вновь арестована 8 дек. 1937 г. по обвинению в том, что «среди приезжавших к Удалову верующих крестьян систематически вела антисоветскую клеветническую агитацию, сопровождая её антисоветскими измышлениями о гонениях на религию в СССР, о голоде в колхозах… Вела антисоветскую пораженческую агитацию о неизбежности свержения Соввласти и о торжестве православия». 15 дек. 1937 по приговору тройки НКВД ТатАССР игуменью Ангелину расстреляли.
В настоящее время отдел канонизации Казанской епархии готовит документы и материалы к канонизации игумении Ангелины.
После окончательного разрушения монастыря в 1930-е некоторое время на пустыре существовал базар, где торговали продуктами и разным скарбом.
В 1980-е годы федоровский бугор был частично срыт, и на его месте выстроили Ленинский мемориал, который после перестройки переименовали в Национально-культурный центр «Казань».

## Настоятели
1. Илларион, игумен, около 1765 г.
2. Арсений 1-й — игумен с 16 июля 1806 г., в дальнейшем переведенный в Кизический Введенский мужской монастырь игуменом;
3. Анастасий — игумен с 18 ноября 1820 г., переведенный в дальнейшем из Казанской в Воронежскую епархию;
4. Арсений 2-й, по увольнении от должности в сем монастыре и скончался;
5. Никанор — игумен с 17 февраля 1821 г., уволен от сей должности на покой в Седмиезерную пустынь;
6. Иоасаф — игумен с 22 октября 1823 года;
7. Иннокентий — игумен с 17 января 1826 года, переведен игуменом в Кизический Введенский мужской монастырь.
8. Аркадий — игумен с 26 апреля 1829 года, по болезни уволен на покой в Седмиезерную пустынь.
9. Савва — игумен с 15 марта 1830 года, переведен в сентябре 1823 года в строители в Цивильский Тихвинский монастырь;
10. Елевферий — игумен с 19 августа 1830 года, переведен 23 мая 1831 года в строители в Цивильский Тихвинский монастырь (по данным описи 1 фонда 290 ГИА ЧР);
11. Гедеон — игумен с 23 мая 1831 года.

 После учреждения Троице-Феодровского женского монастыря 
1. Настоятельница Иоанна с 1900 года
2. Игумения Анфия с 1907 по 1910 год
3. Игумения Ангелина с 1910 до закрытия монастыря в 1928 году